# 대립과정설
대립과정설(對立過程說, opponent process theory)은 신경과학, 지각심리학 등에서 빨간색과 초록색, 노란색과 푸른색이 대립하는 네 가지 색의 감각에서 모든 색채 감각이 생긴다고 하는 색채설이다. 독일의 심리학자 에왈드 헤링(Ewald Hering)이 삼색설(三色說)에 맞서 대비 효과 및 잔상을 설명하기 위하여 제안한 이론이다.

## 같이 보기
- 보색잔상
- 영-헬름홀츠 색각설
- 명도항등성
- 색채항등성
- 헤링 착시